# فوسفات ثنائي هيدروكسي الأسيتون
 فوسفات ثنائي هيدروكسي الأسيتون
Dihydroxyacetone phosphate (DHAP) هو أنيون صيغته الكيميائية HOCH2C(O)CH2OPO32-. وهو جزيء يشترك في عدة مسارت لعملية الأيض (من ضمنها في تحلل السكر في الإنسان والحيوان ) ، وكذلك مسارات دورة كلفن في النبات . إنه أستر الفوسفات لثنائي هيدروكسي الأسيتون.
في الخطوة 5 من تحلل الجلوكوز ينشأ DHAP بنسبة 96 %, وتكون نسبة G3P مساوية 4% . بذلك يسمح 
DHAP لـ G3P يتنظيم مرحلة اكتساب الطاقة خلال عملية تحلل السكر.

## اقرأ أيضا
- تحلل الجلوكوز